# The Demon's Forge
The Demon's Forge (cu sensul de Forja Demonului) este un joc video din 1981 publicat de Sabre Software pentru Apple II și IBM PC. A fost creat și programat de Brian Fargo⁠(d). Este primul joc al companiei Boone Corporation, un dezvoltator de jocuri video din California.

## Gameplay
Demon's Forge este un joc în care jucătorul este un mercenar alungat într-o temniță. Este un joc de aventură de ficțiune interactivă, bazat pe text și imagini.

## Recepție
Michael Cranford a revizuit jocul pentru Computer Gaming World și a declarat că „mi-a plăcut The Demon's Forge și, în general, l-aș recomanda oricui”.